# خلاط ساكن

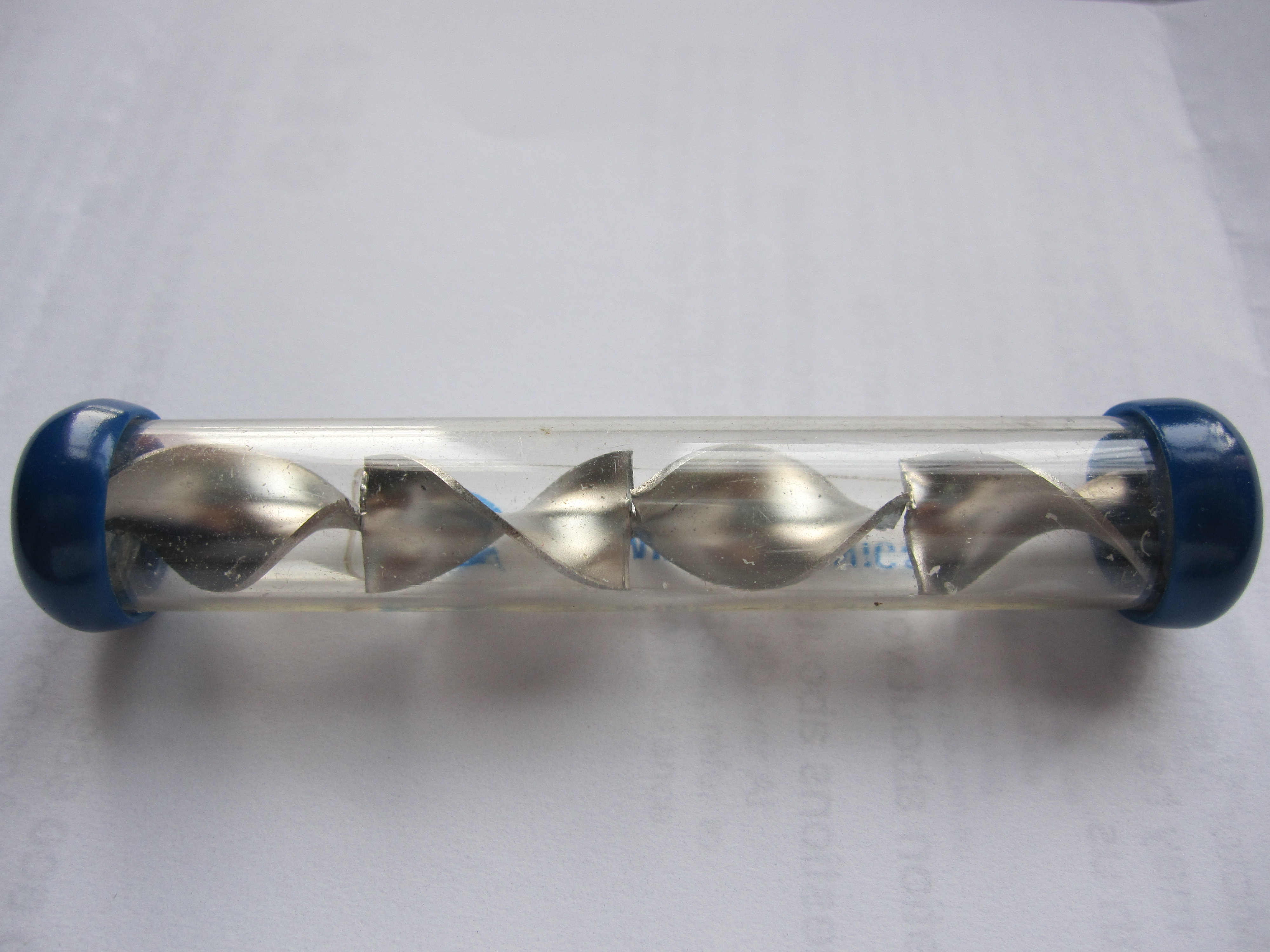
عينة ترويجية لخلاط ساكن حلزوني

الخلاط الساكن هو جهاز لخلط مائعين (Fluid)، غالبا ما تكون مواد سائلة. تُستخدم الخلاطات الساكنة في خلط الغازات كسوائل قابلة للامتزاج أو استخلاص الغازات من السوائل. يتكون الجهاز من عناصر خلط في (أنبوب) أسطواني أو مربع. يتراوح قطرها من 6 ملم إلى 6 أمتار. عناصر الخلاط تتكون من سلسلة من المرشحات التي تصنع من المعدن أو مجموعة متنوعة من المواد البلاستيكية. وبالمثل، يمكن تصنيع الخلاط السكوني من المعدن أو البلاستيك. تشمل مواد التصنيع النموذجي لمكونات الخلاط من الفولاذ المقاوم للصدأ، والبولي بروبيلين، تفلون، والبوليكتونات والمواد البلاستيكية.
تصميم آلية الجهاز يتضمن تقديم اثنين من السوائل في خلاط ساكن. تتحرك السوائل من خلال الخلاط، العناصر غير المتحركة باستمرار تمزج المواد. أما الخلط الكامل فيعتمد على متغيرات كثيرة بما في ذلك خصائص السوائل، وقطر الأنبوب الداخلي، وعدد العناصر وتصميمها.